# TRIOLE
TRIOLE（トリオーレ）とは富士通のIT基盤のコンセプトであり、IT基盤の構築を最適化するためのサーバーやストレージ、ネットワーク、ミドルウエアといった製品群。ドイツ語で三連符を意味し、「自律・仮想・統合」の三つを象徴する名前となっている。ITILベースの運用フレームワークやシステム開発ライフサイクルの考え方も実装し、システム運用とIT資産のライフサイクルを統合管理する仕組みとなった。
サーバやストレージ、ネットワークなどのインフラと業務との間に、「プラットフォーム層」と呼ばれる論理層を構築し、インフラを業務と分離し、仮想化を実現する。システムのオープン化が行われ、システム構築が複雑化する中で、機能、役割別に分割、ブロック化したよくあるシステムのパターンを事前検証して、ブロックを組み合わせてシステム構築を行うことで、ビジネスの成長/拡大、スピーディーな業務構築、システムの安定運用とTCO削減を実現することを目的としていた。
2015年には、マルチハイパーバイザーに対応する仮想システムの管理など、同様のコンセプトでミドルウェア製品をリリースした。また、ServiceNow上に運用管理業務ノウハウをテンプレートにして構築した「TRIOLE for ServiceNow」を提供開始した。

## 構成要素
初期の構成要素は以下の通り。
- Interstageシリーズ - システム構築を行う際のソフトウェア基盤製品群
- Systemwalkerシリーズ - 運用管理を主に行う製品群
- Symfowareシリーズ - データベースソリューション
- B2.Sframework - 業務アプリケーションを制御ロジックと業務ロジックにわけることで開発量を減らすフレームワーク
- Piテンプレート (2003年6月より追加) - 富士通以外の製品も組み込んだ環境で動作保証を行い、機能や役割別にそれぞれモデル化したテンプレート

## 歴史
- 2002年2月にサーバとストレージ、ネットワークを融合し連携するプラットフォーム・コンセプトとして発表[2]。
- 2003年6月 再度発表。
- 2007年9月 TISが富士通グループ以外で初めてTORIOLEの仕組みを取り入れる[3]
- 2015年6月 TRIOLE クラウドミドルセットV1 販売開始[5]
- 2015年11月 TRIOLE for ServiceNow 発表[6]
- 2018年3月 TRIOLE クラウドミドルセット販売終了[5]